# Kanton Tarare
Kanton Tarare (francouzsky Canton de Tarare) je francouzský kanton v departementu Rhône v regionu Rhône-Alpes. Tvoří ho 16 obcí.

## Obce kantonu
- Affoux
- Ancy
- Dareizé
- Dième
- Joux
- Les Olmes
- Les Sauvages
- Pontcharra-sur-Turdine
- Saint-Appolinaire
- Saint-Clément-sur-Valsonne
- Saint-Forgeux
- Saint-Loup
- Saint-Marcel-l'Éclairé
- Saint-Romain-de-Popey
- Tarare
- Valsonne